# Receptor de neurotensina 1
El receptor de neurotensina tipo 1 es una proteína que en los humanos está codificada por el gen NTSR1 . Para una estructura cristalina de NTS1, ver el código pdb 4GRV. 

## Función
El receptor de neurotensina 1, también llamado NTR1, pertenece a la gran superfamilia de receptores acoplados a proteína G y se considera un GPCR de clase A.
El NTSR1 media la modulación biológica múltiple a través de la neurotensina, como la presión arterial baja, el azúcar en sangre elevado, la temperatura corporal baja, la antinocicepción y la regulación de la motilidad y la secreción intestinal.

## Ligandos
- ML314 - agonista sesgado de β-arrestina[3]
- Neurotensina (NT1)

## Otras lecturas
- Vincent JP (Oct 1995). «Neurotensin receptors: binding properties, transduction pathways, and structure». Cellular and Molecular Neurobiology 15 (5): 501-12. PMID 8719037. doi:10.1007/BF02071313.
- Vincent JP, Mazella J, Kitabgi P (Jul 1999). «Neurotensin and neurotensin receptors». Trends in Pharmacological Sciences 20 (7): 302-9. PMID 10390649. doi:10.1016/S0165-6147(99)01357-7.
- Vita N, Laurent P, Lefort S, Chalon P, Dumont X, Kaghad M, Gully D, Le Fur G, Ferrara P, Caput D (Feb 1993). «Cloning and expression of a complementary DNA encoding a high affinity human neurotensin receptor». FEBS Letters 317 (1-2): 139-42. PMID 8381365. doi:10.1016/0014-5793(93)81509-X.
- Le F, Groshan K, Zeng XP, Richelson E (Jan 1997). «Characterization of the genomic structure, promoter region, and a tetranucleotide repeat polymorphism of the human neurotensin receptor gene». The Journal of Biological Chemistry 272 (2): 1315-22. PMID 8995438. doi:10.1074/jbc.272.2.1315.
- Boudin H, Pélaprat D, Rostène W, Pickel VM, Beaudet A (Oct 1998). «Correlative ultrastructural distribution of neurotensin receptor proteins and binding sites in the rat substantia nigra». The Journal of Neuroscience 18 (20): 8473-84. PMID 9763490.
- Ye X, Mehlen P, Rabizadeh S, VanArsdale T, Zhang H, Shin H, Wang JJ, Leo E, Zapata J, Hauser CA, Reed JC, Bredesen DE (Oct 1999). «TRAF family proteins interact with the common neurotrophin receptor and modulate apoptosis induction». The Journal of Biological Chemistry 274 (42): 30202-8. PMID 10514511. doi:10.1074/jbc.274.42.30202.
- Wang L, Friess H, Zhu Z, Graber H, Zimmermann A, Korc M, Reubi JC, Büchler MW (Feb 2000). «Neurotensin receptor-1 mRNA analysis in normal pancreas and pancreatic disease». Clinical Cancer Research 6 (2): 566-71. PMID 10690540.
- Cusack B, Jansen K, McCormick DJ, Chou T, Pang Y, Richelson E (Sep 2000). «A single amino acid of the human and rat neurotensin receptors (subtype 1) determining the pharmacological profile of a species-selective neurotensin agonist». Biochemical Pharmacology 60 (6): 793-801. PMID 10930533. doi:10.1016/S0006-2952(00)00409-3.
- Oakley RH, Laporte SA, Holt JA, Barak LS, Caron MG (Jun 2001). «Molecular determinants underlying the formation of stable intracellular G protein-coupled receptor-beta-arrestin complexes after receptor endocytosis*». The Journal of Biological Chemistry 276 (22): 19452-60. PMID 11279203. doi:10.1074/jbc.M101450200.
- Leplatois P, Josse A, Guillemot M, Febvre M, Vita N, Ferrara P, Loison G (Sep 2001). «Neurotensin induces mating in Saccharomyces cerevisiae cells that express human neurotensin receptor type 1 in place of the endogenous pheromone receptor». European Journal of Biochemistry / FEBS 268 (18): 4860-7. PMID 11559354. doi:10.1046/j.0014-2956.2001.02407.x.
- Lundquist JT, Büllesbach EE, Golden PL, Dix TA (Feb 2002). «Topography of the neurotensin (NT)(8-9) binding site of human NT receptor-1 probed with NT(8-13) analogs». The Journal of Peptide Research 59 (2): 55-61. PMID 11906607. doi:10.1046/j.1397-002x.2001.10946.x.
- Somaï S, Gompel A, Rostène W, Forgez P (Jul 2002). «Neurotensin counteracts apoptosis in breast cancer cells». Biochemical and Biophysical Research Communications 295 (2): 482-8. PMID 12150975. doi:10.1016/S0006-291X(02)00703-9.
- Martin S, Navarro V, Vincent JP, Mazella J (Oct 2002). «Neurotensin receptor-1 and -3 complex modulates the cellular signaling of neurotensin in the HT29 cell line». Gastroenterology 123 (4): 1135-43. PMID 12360476. doi:10.1053/gast.2002.36000.
- Toy-Miou-Leong M, Cortes CL, Beaudet A, Rostène W, Forgez P (Mar 2004). «Receptor trafficking via the perinuclear recycling compartment accompanied by cell division is necessary for permanent neurotensin cell sensitization and leads to chronic mitogen-activated protein kinase activation». The Journal of Biological Chemistry 279 (13): 12636-46. PMID 14699144. doi:10.1074/jbc.M303384200.
- Magazin M, Poszepczynska-Guigné E, Bagot M, Boumsell L, Pruvost C, Chalon P, Culouscou JM, Ferrara P, Bensussan A (Jan 2004). «Sezary syndrome cells unlike normal circulating T lymphocytes fail to migrate following engagement of NT1 receptor». The Journal of Investigative Dermatology 122 (1): 111-8. PMID 14962098. doi:10.1046/j.0022-202X.2003.22131.x.
- Brun P, Mastrotto C, Beggiao E, Stefani A, Barzon L, Sturniolo GC, Palù G, Castagliuolo I (Apr 2005). «Neuropeptide neurotensin stimulates intestinal wound healing following chronic intestinal inflammation». American Journal of Physiology. Gastrointestinal and Liver Physiology 288 (4): G621-9. PMID 15764810. doi:10.1152/ajpgi.00140.2004.